# ساندرو سیلوا
ساندرو سیلوا (به پرتغالی: Sandro Laurindo da Silva) هافبک اهل برزیل است که در شهر ریودو ژانیرو و در تاریخ ۲۹ آوریل ۱۹۸۴ به دنیا آمده‌است.
ساندرو سیلوا در تیم‌های فوتبال Mirassol سابقهٔ حضور دارد.